# کشیده‌سیماواران

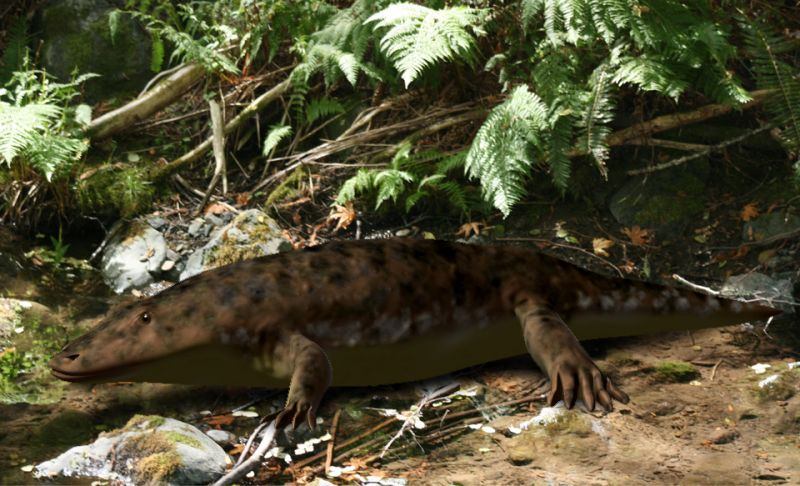
کشیده‌سیماواران

کشیده‌سیماواران (نام علمی: ') نام یک بالاخانواده از راسته بریده‌مهرگان است.